# 南カリブ自治地域
南カリブ自治地域（みなみカリブじちちいき、スペイン語: Región Autónoma del Caribe Sur, RACS）または南カリブ海岸自治地域（みなみカリブかいがんじちちいき、Región Autónoma de la Costa Caribe Sur, RACCS）は、ニカラグア南東部にある自治地域である。

## 歴史
1986年に旧セラヤ県が2つに分割されて設けられた。
2014年には南アトランティコ自治地域（Región Autónoma del Atlántico Sur, RAAS）から現在の名称に変更。

## 隣接する県
北部に北カリブ自治地域、北西部にマタガルパ県、西部にボアコ県、チョンタレス県、南部にリオ・サン・フアン県と接している。

## 地理
東部はカリブ海を臨み、沖にはアメリカ合衆国から返還されたコーン諸島が浮かぶ。北側にグランデ川（グランデ・デ・マタガルパ川）が西から東へと流れ、東海岸にはカリブ海と繋がっているペルラス湖がある。北部のほとんどがモスキートス海岸（Costa de Mosquitos）と呼ばれるカリブ海側低地であり、南部は山地となる。面積27,407km2で国内2位の大きさ、人口382,100人（2005年）、自治地域の首都は旧セラヤ県の県都でもあったブルーフィールズ（Bluefields）である。

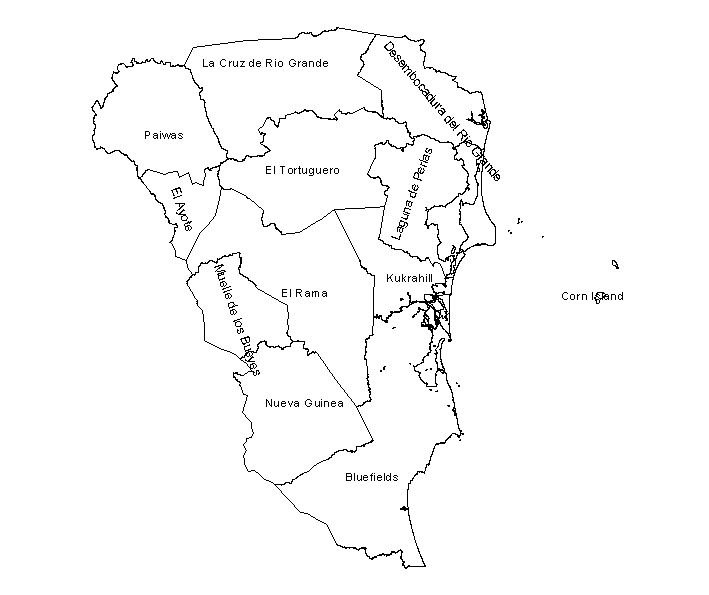